# Polonium(IV)-bromid
Polonium(IV)-bromid, PoBr4, ist die vierwertige Bromidverbindung des Chalkogens Polonium.

## Gewinnung
Polonium(IV)-bromid wird aus der Reaktion beider Elemente zwischen 200 °C und 250 °C gewonnen.
Analog zu Polonium(IV)-iodid kann die Verbindung durch das Erhitzen von Polonium(IV)-oxid in Bromwasserstoff hergestellt werden.
{\displaystyle {\ce {PoO2 + 4 HBr -> PoBr4 + 2 H2O}}}

## Eigenschaften
Poloniumtetrabromid ist ein hellroter Feststoff mit hygroskopischen Eigenschaften. Das Kristallstruktur von Polonium(IV)-bromid ist kubisch aufgebaut. Es besitzt die Raumgruppe Fm3m (Raumgruppen-Nr. 225) mit dem Gitterparameter a = 5,6 Å.